# Aaron Gray
Pour les articles homonymes, voir Gray.
Aaron Michael Gray, né le 7 décembre 1984 à Tarzana, Californie est un joueur américain de basket-ball. Il évolue au poste de pivot.

## Biographie

### Carrière universitaire
Il joue quatre saisons dans l'équipe universitaire des Panthers de Pittsburgh puis se présente à la draft 2007 de la NBA.

### Carrière professionnelle

#### Bulls de Chicago (2007-2010)
Il est sélectionné en 49e position par les Bulls de Chicago.
Gray fait ses débuts en NBA avec les Bulls le 2 novembre 2007 contre les Sixers de Philadelphie.
Le 16 avril 2008, contre les Raptors de Toronto, il termine la rencontre avec 19 points, 22 rebonds et 2 passes décisives en 35 minutes de jeu.
Lors de la saison 2007-2008, Gray marque 262 points et prend 168 rebonds avec les Bulls.

#### Hornets de La Nouvelle-Orléans (2010-2011)
Le 25 janvier 2010, il est échangé aux Hornets de la Nouvelle-Orléans contre Devin Brown.
Le 15 juillet 2010, les Hornets resignent Gray.

#### Raptors de Toronto (2011-2013)
Le 11 décembre 2011, il signe en tant qu'agent libre avec les Raptors de Toronto pour la saison 2011-2012.
Le 7 juillet 2012, il prolonge avec les Raptors pour deux ans.
Le 28 janvier 2013, Gray établit son record de points en carrière avec 22 unités auxquelles il ajoute 10 rebonds lors de la défaite des Raptors 114 à 102 contre les Warriors de Golden State.
En mai 2013, il décide d'exercer son option et choisit de rester à Toronto un an de plus.

#### Kings de Sacramento (2013-2014)
Le 9 décembre 2013, les Raptors transfèrent Gray, avec Rudy Gay et Quincy Acy aux Kings de Sacramento contre Greivis Vásquez, Patrick Patterson, John Salmons, et Chuck Hayes.

#### Pistons de Détroit (2014)
Le 8 juillet 2014, Aaron Gray s'engage avec les Pistons de Détroit pour un contrat de plusieurs années.
Le 29 septembre 2014, les Pistons annoncent que Gray pourrait manquer le camp d'entraînement en raison d'un problème cardiaque. Le 26 octobre 2014, il est libéré par les Pistons.

### Fin de carrière (2015)
Le 19 juin 2015, il décide de prendre sa retraite à l'âge de 30 ans en raison de la découverte d'un caillot sanguin dans son cœur. Il rejoint ensuite l'encadrement des Pistons de Détroit en tant qu’entraîneur adjoint pour ailiers forts et pivots. Il travaille également avec les jeunes espoirs de la D-League affiliés à l'équipe du Drive de Grand Rapids.

## Statistiques

### Universitaires
Les statistiques en matchs universitaires d'Aaron Gray sont les suivants :
| Année     | Équipe     | Matches | Titul. | Min./m. | %tir | %3pts | %l-f | rbds/m. | pass/m. | int/m. | ctr/m. | pts/m. |
| --------- | ---------- | ------- | ------ | ------- | ---- | ----- | ---- | ------- | ------- | ------ | ------ | ------ |
| 2003-2004 | Pittsburgh | 15      | 0      | 5,9     | 55,0 |       | 57,1 | 1,5     | 0,4     | 0,0    | 0,2    | 1,7    |
| 2004-2005 | Pittsburgh | 29      | 0      | 11,6    | 57,6 |       | 60,9 | 2,8     | 0,7     | 0,2    | 0,6    | 4,3    |
| 2005-2006 | Pittsburgh | 33      | 33     | 27,9    | 52,6 |       | 63,4 | 10,5    | 1,8     | 0,6    | 1,5    | 13,9   |
| 2006-2007 | Pittsburgh | 36      | 35     | 28,2    | 56,5 |       | 54,8 | 9,5     | 1,7     | 0,4    | 1,7    | 13,9   |
| Total     |            | 113     | 68     | 20,9    | 55,0 |       | 59,5 | 7,0     | 1,3     | 0,4    | 1,2    | 9,8    |

## Records NBA
Les records personnels d'Aaron Gray, officiellement recensés par la NBA sont 
| Type de statistique        | Saison régulière | Saison régulière         | Saison régulière | Playoffs | Playoffs                | Playoffs      |
| Type de statistique        | Record           | Adversaire               | Date             | Record   | Adversaire              | Date          |
| -------------------------- | ---------------- | ------------------------ | ---------------- | -------- | ----------------------- | ------------- |
| Points                     | 22               | Warriors de Golden State | 28 janvier 2013  | 12       | @ Lakers de Los Angeles | 17 avril 2011 |
| Paniers marqués            | 9                | Warriors de Golden State | 28 janvier 2013  | 5        | @ Lakers de Los Angeles | 17 avril 2011 |
| Paniers tentés             | 13               | Raptors de Toronto       | 16 avril 2008    | 5        | @ Lakers de Los Angeles | 17 avril 2011 |
| Paniers à 3 points réussis |                  |                          |                  |          |                         |               |
| Paniers à 3 points tentés  | 1                | 3 fois                   |                  |          |                         |               |
| Lancers francs réussis     | 9                | Raptors de Toronto       | 16 avril 2008    | 2        | @ Lakers de Los Angeles | 17 avril 2011 |
| Lancers francs tentés      | 9                | Raptors de Toronto       | 16 avril 2008    | 4        | @ Lakers de Los Angeles | 17 avril 2011 |
| Rebonds offensifs          | 7                | Heat de Miami            | 3 février 2013   | 2        | @ Lakers de Los Angeles | 20 avril 2011 |
| Rebonds défensifs          | 17               | Raptors de Toronto       | 16 avril 2008    | 6        | 2 fois                  |               |
| Rebonds totaux             | 22               | Raptors de Toronto       | 16 avril 2008    | 8        | @ Lakers de Los Angeles | 20 avril 2011 |
| Passes décisives           | 5                | 2 fois                   |                  | 1        | 2 fois                  |               |
| Interceptions              | 3                | 3 fois                   |                  | 1        | 2 fois                  |               |
| Contres                    | 3                | 2 fois                   |                  | 1        | 2 fois                  |               |
| Balles perdues             | 5                | @ Knicks de New York     | 30 décembre 2007 | 3        | @ Lakers de Los Angeles | 20 avril 2011 |
| Minutes jouées             | 40               | @ Nets du New Jersey     | 9 février 2011   | 23       | @ Lakers de Los Angeles | 20 avril 2011 |

- Double-double : 8 (au terme de la saison 2013/2014)
- Triple-double : aucun.

## Salaires
| Année       | Équipe                         | Salaire      |
| ----------- | ------------------------------ | ------------ |
| 2007-2008   | Bulls de Chicago               | 427 163 $    |
| 2008-2009   | Bulls de Chicago               | 711 517 $    |
| 2009-2010   | Hornets de La Nouvelle-Orléans | 1 000 497 $  |
| 2010-2011   | Hornets de La Nouvelle-Orléans | 1 028 840 $  |
| 2011-2012*  | Raptors de Toronto             | 2 500 000 $  |
| 2012-2013   | Raptors de Toronto             | 2 575 000 $  |
| 2013-2014   | Raptors de Toronto             | 2 690 875 $  |
| 2014-2015   | Pistons de Détroit             | 1 227 985 $  |
| Total Gains |                                | 12 161 877 $ |

Note : * En 2011, le salaire moyen d'un joueur évoluant en NBA est de 5 150 000 $.